# Ngân hàng Indonesia
Ngân hàng Indonesia (tiếng Indonesia: Bank Indonesia) là ngân hàng trung ương của Indonesia. Thống đốc   ngân hàng hiện nay là Burhanuddin Abdullah.

## Lịch sử
Bank Indonesia đã được thành lập ngày 1 tháng 7 năm 1953, trong thời kỳ Sukarno, từ việc quốc hữu hóa De Javasche Bank, một ngân hàng Hà Lan được thành lập thời thuộc địa. Trong 15 năm tiếp theo, Ngân hàng Indonesia đã thực hiện các hoạt động thương mại cũng như đóng vai trò là ngân hàng trung ương của quốc gia này.
Theo Đạo luật 13 năm 1968 và sau này là Đạo luật 23 năm 1999 thay thế, ngân hàng này cuối cùng đã thoát khỏi sự can thiệp của chính phủ mà chỉ báo cáo cho Hạ nghị viện thay vì báo cáo cho tổng thống. Thống đốc ngân hàng hiện không còn là một thành viên của nội các.

## Tổ chức
Ngân hàng được một Ban Thống đốc lãnh đạo, bao gồm thống đốc, phó thống đốc thứ nhất và khoảng 4-7 phó thống đốc với nhiệm kỳ 5 năm và chỉ được bầu lại tối đa thêm 2 nhiệm kỳ. Thống đốc và phó thống đốc thứ nhất được tổng thống bổ nhiệm với sự chấp thuận của Hạ nghị viện. Các phó thống đốc khác được thống đốc đề xuất và được sự bổ nhiệm của tổng thống với sự chấp thuận của Hạ viện. Tổng thống không có quyền sa thải một thành viên của Ban Thống đốc, ngoại trừ một thành viên của Ban này tự nguyện từ chức hoặc thương tật vĩnh viễn hoặc bị buộc tội hình sự.
Hội nghị Ban Thống đốc là diễn đàn có quyền quyết định cao nhất. Hội nghị này ít nhất phải được tổ chức mỗi tháng một lần để quyết định chính sách chung về tiền tệ và ít nhất mỗi lần một tuần để đánh giá việc thực thi chính sách hoặc quyết định chính sách cơ bản và chiến lược khác.

## Các mục tiêu chiến lược
Ngân hàng vạch ra các mục tiêu :
1. Duy trì sự ổn định tiền tề
2. Duy trì tính bền vững tài chính của Bank Indonesia
3. Củng cố sự hiệu quả của công tác quản lý tiền tệ
4. Tạo một hệ thống ngân hàng và tài chính lành mạnh và hiệu quả
5. Duy trì an ninh và hiệu quả của hệ thống thanh toán
6. Tăng tính hiệu quả của sự thực thi quản lý ngân hàng tốt
7. Củng cố tổ chức tổ chức và xây dựng nguồn nhân lực tài năng cao với sự hỗ trợ của văn hóa làm việc dựa trên tri
8. Đồng bộ sự hóa sự chuyển đổi của Bank Indonesia phù hợp với tuyên bố về đích đến của Bank Indonesia năm of 2008

Ngân hàng này có 37 văn phòng khắp Indonesia, và 4 văn phòng đại diện ở New York City, London, Tokyo và Singapore